# Formanský vůz

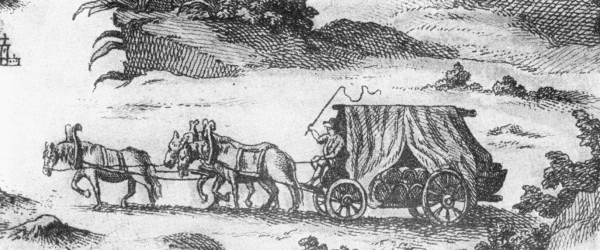
Formanský vůz v 18. století

Formanský vůz byl velký, krytý nebo otevřený nákladní vůz tažený koňmi, který se používal hlavně k dálkové přepravě zboží a surovin. Sloužil formanům – tedy povozníkům, kteří převáželi náklad mezi městy, vesnicemi a obchodními centry.

## Charakteristika
Velký dřevěný vůz s vysokými bočnicemi, často krytý plachtou pro ochranu nákladu.
Tažený koňmi (obvykle dvou- až čtyřspřežím, někdy i více).
Používaný v obchodě a dopravě – formani převáželi obilí, sudy s vínem, řemeslné výrobky nebo stavební materiál.
Důležitý v 18. a 19. století, než ho nahradily železnice a později nákladní automobily.
Dnes se formanské vozy používají hlavně při historických rekonstrukcích nebo jako turistická atrakce.